# Zamarovské jamy
Zamarovské jamy – rezerwat przyrody pod administracją Państwowej Ochrony Przyrody Białych Karpat.
Znajduje się na obszarze katastralnym wsi Zamarovce w powiecie trenczyńskim w kraju trenczyńskim. Teren został wyznaczony w 1984 r., a ostatnio powiększony w 1988 r. do 6,4890 ha. Nie określono strefy ochronnej.
Przedmiotem ochrony jest: Ochrona flory i fauny dawnych żwirowni, stanowiących ciąg sukcesji uziemienia małych zbiorników wodnych i ważnego siedliska ptactwa bagiennego i wodnego, w celach naukowo-badawczych i edukacyjnych.